# Uta Feiler
Uta Feiler (geboren am 6. Mai 1941 in Erfurt) ist eine deutsche Schmuckdesignerin und Metallgestalterin. Sie gilt als eine frühe Vertreterin des Autorenschmucks.

## Leben
Uta Feiler, die in Erfurt aufwuchs, absolvierte nach Abschluss der Polytechnischen Oberschule bis 1958 eine Facharbeiterausbildung zum Graveur. Anschließend studierte sie, u. a.  bei Renata Ahrens, von 1959 bis 1962 Schmuckgestaltung, Email- und Metallgestaltung an der Fachschule für angewandte Kunst Heiligendamm. Danach kehrte sie nach Erfurt zurück und legte 1965 ihre Meisterprüfung als Graveurin ab.
Ab 1969 arbeitete sie als freiberufliche Künstlerin. Von 1975 bis 1976 schloss sich ein weiteres Studium an der Kunsthochschule Burg Giebichenstein in Halle (Saale) im Fach Schmuckgestaltung an.
Sie ist mit dem Grafiker Horst Feiler (* 1939) verheiratet, das Paar hat einen Sohn.

## Künstlerischer Werdegang
Seit Beginn ihrer freiberuflichen künstlerischen Tätigkeit entstehen in ihrem Atelier Schmuck, Emailarbeiten sowie Skulpturen, bevorzugt aus Edelstahl und Aluminium. Sie gilt als eine frühe Vertreterin des Autorenschmucks, wobei sie „weniger als Schmuckkünstlerin im klassischen Wortsinn“ sondern als „Grenzgängerin“ zu verstehen sei, schreibt der Kunsthistoriker Wolfram Morath.
„Auffällig in ihrem Schmuck ist das gebundene System von Grundform, Dekor, Besatz, wobei die grafischen bildnerischen Mittel zunehmend Bedeutung erlangten... Die Ergebnisse, Ringe, Armreifen, Halsschmuck bewegen sich wie freigesetzt zum Spiel, zeitlos, funktional, auch feierlich, aber verschwiegen lebendig“, urteilt Herbert Schönemann, ehemaliger Direktor der Kunsthalle Erfurt in einem Aufsatz zu Feilers Werk.
Uta Feiler gehört zu den bekannten Persönlichkeiten der Schmuckszene der DDR. In ihrem künstlerischen Werk setzte sie Akzente künstlerischer Freiheit gegen Vorgaben staatlicher Kulturpolitik. Sie war gemeinsam mit Helmut Senf und Rolf Lindner Gründerin und Organisatorin des seit 1984 stattfindenden Erfurter Schmucksymposiums, einer Institution mit internationaler Ausstrahlung, bei der alle zwei Jahre internationale Schmuckdesigner gemeinsam arbeiten und danach ihre Werke öffentlich präsentieren. 2000 beendete sie ihre organisatorische Mitarbeit am Symposium.
Uta Feiler war von 1969 bis 1990 Mitglied im Verband Bildender Künstler der DDR und ist seitdem Mitglied im VBK Thüringen/BBK.
Seit 1994 ist sie Mitglied im D 206 – Die Thüringer Sezession, einem Zusammenschluss von Malern, Grafikern und Bildhauern, womit „ihre bildkünstlerischen Fähigkeiten gleichsam bestätigt“ wurden.
An der Fachhochschule für Design in Düsseldorf hatte sie zwischen 1994 und 1996 einen Lehrauftrag für Emaillieren. Ab 1996 war sie bei der Handwerkskammer Erfurt als Lehrerin für Gestalter im Handwerk tätig.

## Ausstellungen (Auswahl)

### Einzelausstellungen
- 1978: Galerie erph Erfurt
- 1980: Galerie Unterm Markt Jena
- 1982: Galerie am Hansering Halle
- 1984: Burg-Galerie Halle
- 1986: Angermuseum, Erfurt
- 1991: Galerie Alphe Würzburg
- 1992: Schlossmuseum, Weißenfels
- 1994: Angermuseum, Erfurt (mit Gerhard Richter)
- 1995: Angermuseum, Erfurt (mit Gisela Richter)
- 2001: Angermuseum Erfurt
- 2011: Villa Bengel, Idar-Oberstein[8]
- 2019: Mysterium, Galerie VBK Thüringen, Erfurt[9]

### Gruppenausstellungen
- 1972/73: VII. Kunstausstellung der DDR, Dresden,
- 1977/78: VIII. Kunstausstellung der DDR, Dresden
- 1982/83: IX. Kunstausstellung der DDR, Dresden
- 1984: I. Schmuckausstellung der DDR, Galerie am Fischmarkt Erfurt
- 1985: Schmuck des XX. Jahrhunderts, Electrum Gallery London
- 1986: Biennale für Email, Limoges
- 1987: Email international, Coburg
- 1987: Phänomen Schmuck, Linz
- 1987/88: X. Kunstausstellung der DDR, Dresden
- 1989: Ornamenta 1, Pforzheim
- 1990: Email jetzt, Museum für angewandte Kunst, Köln
- 1994: 6. Triennale Zeitgenössisches Deutsches Kunsthandwerk, Frankfurt am Main
- 1996: Schmuck aus der Bundesrepublik Deutschland, Seoul/Korea
- 2016: Heat Exchange II. Zeitgenössisches internationales Emaille – Schmuck und Objekte, Galerie Waidspeicher Erfurt[10]

## Arbeiten für den öffentlichen Raum
Uta Feiler hat diverse Objekte für den öffentlichen Raum geschaffen, darunter 1997 Emailgestaltungen für das Amtsgericht Gera und das Kreiskrankenhaus Arnstadt, Stahlplastiken für die Polizeistation in Heiligenstadt und für das Arbeitsamt Altenburg, Emailbilder für die Fachhochschule Jena sowie weitere.

## Preise und Auszeichnungen
- 1977: Silbermedaille Internationale Schmuckausstellung Jablonec
- 1985: Gutes Design (DDR), Herbstmesse Leipzig[11]
- 1986: Preis für kleine Objekte und Schmuck, Biennale für Email, Limoges
- 1987: Goldmedaille, Internationale Schmuckausstellung Jablonec
- 1992: Design Plus, Rat für Formgebung, Ambiente, Frankfurt
- 1997: Arbeitsstipendium des Landes Thüringen

## Werke in öffentlichen und privaten Sammlungen
Künstlerische Arbeiten, Schmuck und Objekte wurden in private und öffentliche Sammlungen und Museen aufgenommen. Werke von Uta Feiler befinden sich unter anderem im Angermuseum Erfurt, in der Stiftung Preußischer Kulturbesitz Berlin, im Grassimuseum Leipzig, im Schmuckmuseum Pforzheim, in der Neuen Sammlung München, in der Stadtgalerie Klagenfurt sowie in der Sammlung Inge Asenbaum Wien und im Deutschen Goldschmiedehaus Hanau.